# صيرة (كفر الدوار)
قرية صيره هي إحدى القرى التابعة لمركز كفر الدوار في محافظة البحيرة في جمهورية مصر العربية. حسب إحصاءات سنة 2006، بلغ إجمالي السكان في صيره 8331 نسمة، منهم 4145 رجل و4186 امرأة.